# Les challenges Phosphatiers
Les challenges Phosphatiers was een serie van eendagswielrenwedstrijden die begin april werd verreden in Marokko. De wedstrijden werden in 2011 voor het eerst georganiseerd en maakten deel uit van de UCI Africa Tour. In 2015 werden de wedstrijden (voorlopig) voor het laatst georganiseerd.
De naam verwijst naar een belangrijk fosfaatgebied in Marokko waar de drie wedstrijden worden verreden. 

## Winnaars
| Jaar      | Challenge Khouribga | Challenge Youssoufia | Challenge Ben Guerir |
| --------- | ------------------- | -------------------- | -------------------- |
| 2011      | Maroš Kováč         | Adil Jelloul         | Hassan Zahboune      |
| 2012      | Tarik Chaoufi       | Mouhssine Lahsaini   | Abdellah Ben Youcef  |
| 2013-2014 | Niet verreden       | Niet verreden        | Niet verreden        |
| 2015      | Mouhssine Lahsaini  | Abdelatif Saadoune   | Lahcen Saber         |